# گنجشک کاکل‌زری
گنجشک کاکل‌زری (نام علمی: Zonotrichia atricapilla) نام یک گونه از تیره زردپره‌ایان است.